# Ꞌ
Das Saltillo (spanisch ‚kleiner Sprung‘: Ꞌ, kleingeschrieben ꞌ) ist ein Buchstabe des lateinischen Schriftsystems. Vom Aussehen her ähnelt der Buchstabe einem Apostroph, ist aber stets gerade, nie schräg. Der Buchstabe wird zur Schreibung mehrerer Sprachen benutzt, vor allem der Mixtec-Sprachen oder lokaler Varietäten des Nahuatl, aber auch für verschiedene afrikanische Sprachen, um den stimmlosen glottalen Plosiv darzustellen. Als wesentlicher Unterschied zum Apostroph, der manchmal ebenfalls für diese Rolle verwendet wird, existiert das Saltillo als Groß- und Kleinbuchstabe.

## Darstellung auf Computersystemen
Unicode enthält das Saltillo an den Codepunkten U+A78B (Großbuchstabe) und U+A78C (Kleinbuchstabe).